# Bess Wohl
Pour les articles homonymes, voir Wohl.
Bess Wohl, de son vrai nom Elizabeth Wohl, née en 1975 à Brooklyn (États-Unis), est une réalisatrice, dramaturge, scénariste et actrice américaine.

## Biographie
Bess Wohl naît et est élevée à Brooklyn. Elle est diplômée magna cum laude en littérature anglaise de Harvard en 1996 et obtient ensuite une maîtrise en théâtre de l'Université Yale,. En 2020, elle a remporté l'Outer Critics Circle Award pour sa pièce Make Believe, tandis que sa pièce Grand Horizons, qui a fait ses débuts à Broadway en 2020, a reçu une nomination aux Tony Awards pour la meilleure pièce,.

## Filmographie partielle

### Au cinéma

#### Réalisatrice
- 2022 : Baby Ruby

#### Scénariste
- 2018 : Mon âme sœur (Irreplaceable You) de Stephanie Laing
- 2022 : Baby Ruby

#### Actrice
- 2005 : La Main au collier (Must Love Dogs) de Gary David Goldberg
- 2005 : Flight Plan de Robert Schwentke
- 2006 : Raymond de Brian Robbins

### À la télévision

#### Actrice
- 2003 : New York, police judiciaire (série télévisée,  1 épisode)
- 2005-2008 : Les Experts : Manhattan (série télévisée,  4 épisodes)
- 2006 : Numbers (série télévisée,  1 épisode)
- 2006 : Ghost Whisperer (série télévisée,  1 épisode)
- 2006 : Ennemis (série télévisée,  épisode pilote)
- 2007 : Cold Case : Affaires classées (série télévisée,  1 épisode)
- 2007 : Shark (série télévisée,  1 épisode)
- 2007 : Bones (série télévisée,  2 épisodes )
- 2008 : Private Practice (série télévisée,  1 épisode)

## Théâtre
- American Hero (2014)
- Pretty Filthy (2015)
- Small Mouth Sounds (2015)
- Grand Horizons (2019)
- Continuity (2019)
- Make Believe (2019)
- Camp Siegfried (2021)